# 伊格爾角
伊格爾角（西班牙語：Cabo Higuer），是西班牙的海岬，位於該國北部巴斯克地區，距離丰特拉维亚4公里，處於海斯基贝尔山脉末端的比斯開灣東端，該海岬建有燈塔。